# Chrysotoxum triarcuatum
Chrysotoxum triarcuatum är en tvåvingeart som beskrevs av Macquart 1839. Chrysotoxum triarcuatum ingår i släktet getingblomflugor, och familjen blomflugor.
Artens utbredningsområde är Kanarieöarna. Inga underarter finns listade i Catalogue of Life.